# Infected Mushroom
Infected Mushroom (em hebraico: אינפקטד מאשרום) é uma dupla israelense de música eletrônica formada em 1996 na cidade de Haifa, pelos produtores Erez Eisen e Amit Duvdevani. Atualmente produzem e performam nos gêneros psytrance, dream trance, e psicodélico.
Inspirados pelas bandas Metallica, e The Prodigy, começaram a carreira em um modesto estúdio sob o nome Shidapu & Duvdev. Tempos depois, rebatizaram-se como Infected Mushroom, tomando o nome de uma antiga banda local que havia se desfeito, na qual Duvdevani fora um dos membros. Originários de Haifa, Erez Eisen nasceu em 1980, e Amit Duvdevani em 1974.
Seu primeiro álbum, The Gathering, lançado em 1999, foi considerado como um dos primeiros trabalhos de estúdio a introduzir o psytrance israelense no mainstream mundial.
No final de 2006, foi contratado como novo membro do grupo, o percussionista brasileiro Rogério Jardim. Em 2007, a revista DJ Mag incluiu Infected Mushroom no ranking dos Top 100 DJs do mundo, que ocupou o 9º lugar na lista. Em 2008, Infected Mushroom estava entre os grupos com mais vendas na história da música israelense.
Atualmente vivem em Los Angeles, na Califórnia.

## Discografia

#### Álbuns de estúdio
- The Gathering (1999)
- Classical Mushroom (2000)
- B.P. Empire (2001)
- Converting Vegetarians (2003)
- IM the Supervisor (2004)
- Vicious Delicious (2007)
- Legend of the Black Shawarma (2009)
- Army of Mushrooms (2012)
- Converting Vegetarians II (2015)
- Return to the Sauce (2017)
- Head of NASA and the 2 Amish Boys (2018)
- More than Just a Name (2020)
- IM25 (2022)

#### Compilações
- Friends on Mushrooms (2015)[10]

## Ligações exernas
- «Site oficial» (em inglês)
- Infected Mushroom no AllMusic
- Infected Mushroom no Instagram